# Gabriele Stauner
Gabriele Stauner (ur. 22 kwietnia 1948 w Wolfratshausen) – niemiecka polityk, działaczka związkowa, posłanka do Parlamentu Europejskiego V, VI i VII kadencji z ramienia Unii Chrześcijańsko-Społeczna w Bawarii (CSU).

## Życiorys
Studiowała slawistykę i nauki prawne na Uniwersytecie Ludwika i Maksymiliana w Monachium. Zdała państwowe egzaminy prawnicze I i II stopnia, uzyskała uprawnienia tłumacza, a także stopień doktora nauk prawnych.
Od 1979 była urzędniczką w bawarskim Ministerstwie Pracy i Spraw Socjalnych. W 1987 podjęła pracę w dyplomacji, uzyskując zatrudnienie w Stałym Przedstawicielstwie Republiki Federalnej Niemiec przy ONZ. W 1994 powróciła do pracy w administracji rządu regionalnego. W 1996 została radną powiatu Bad Tölz-Wolfratshausen. Zaangażowała się również w działalność związku zawodowego CSA (Arbeitnehmer-Union), działającego przy CSU. W 2008 została przewodniczącą tej organizacji.
W 1999 z listy Unii Chrześcijańsko-Społecznej w Bawarii po raz pierwszy uzyskała mandat deputowanej do Parlamentu Europejskiego. Nie odnowiła go w wyborach w 2004, jednak powróciła do PE w 2006, obsadzając wakujące miejsce (zastąpiła Joachima Wuermelinga). Była członkinią grupy chadeckiej, zasiadała w Komisji Kontroli Budżetowej oraz w Komisji Prawnej. Mandat deputowanej wykonywała do 2009, nie uzyskała wówczas reelekcji. Do Europarlamentu powróciła w 2013, zasiadając w nim do końca VII kadencji w 2014.